# Mord mit Ansage
Mord mit Ansage – Die Krimi-Impro Show ist eine deutsche Improvisation-Comedyshow, die von März 2018 bis Juli 2020 auf Sat.1 ausgestrahlt wurde. Die von RedSeven Entertainment produzierte Show wird ohne Drehbuch vor einem Studiopublikum aufgezeichnet, jedoch erhalten die Darsteller per Regieanweisung Aufgaben. Als Regisseur bzw. Erzähler fungiert Bill Mockridge.
Während im April 2018 die Fernsehsendung um eine weitere Staffel verlängert wurde, wurde im Mai 2018 eine Unterlassungs- und Schadensersatzklage gegen Sat.1 eingereicht. Trotzdem wurde die achtteilige zweite Staffel ab dem 14. September 2018 ausgestrahlt, gefolgt von einer dritten ab dem 27. September 2019.

## Konzept
In jeder Folge gibt es einen Mordfall an einem jeweils wechselnden Ort. Die Mitwirkenden erhalten nur im Voraus einen Umriss der Handlung und müssen die gesamte Handlung möglichst komödiantisch improvisiert weiterführen sowie den Mordfall lösen. Zusätzlich erhalten die Mitwirkenden Anweisungen vom Erzähler Bill Mockridge aufs Ohr.

## Besetzung
Zur Comedyshow gehört eine folgende gelistete Besetzung; geordnet nach der Reihenfolge des Einstiegs.
| Schauspieler              | Folgen                      | Rolle                   |
| ------------------------- | --------------------------- | ----------------------- |
| Bill Mockridge            | 1–18                        | Erzähler                |
| Sascha Korf               | 1, 3, 6–7, 11–12, 14–15, 17 | unterschiedliche Rollen |
| Kaya Yanar                | 1, 3, 5, 9–10, 12, 15, 18   | unterschiedliche Rollen |
| Bernhard Hoëcker          | 1, 3                        | Polizist                |
| Wigald Boning             | 1, 3, 11                    | unterschiedliche Rollen |
| Martin Klempnow           | 1, 4, 6, 9–10, 12, 14-15    | unterschiedliche Rollen |
| Panagiota Petridou        | 1, 16                       | unterschiedliche Rollen |
| Lisa Feller               | 2–5, 7–8, 11, 15, 17, 18    | unterschiedliche Rollen |
| Luke Mockridge            | 2, 4                        | unterschiedliche Rollen |
| Horst Lichter             | 2, 4, 6–7, 14               | unterschiedliche Rollen |
| Oliver Pocher             | 2, 5, 7–10, 12–13, 16, 18   | unterschiedliche Rollen |
| Mirja Boes                | 2, 13                       | unterschiedliche Rollen |
| Caroline Frier            | 3, 6, 10                    | unterschiedliche Rollen |
| Max Giermann              | 3, 16                       | unterschiedliche Rollen |
| Verona Pooth              | 5, 12, 18                   | unterschiedliche Rollen |
| Matze Knop                | 5, 13                       | unterschiedliche Rollen |
| Hans Werner Olm           | 5, 13, 17                   | unterschiedliche Rollen |
| Chris Tall                | 6, 7                        | unterschiedliche Rollen |
| Martin „Maddin“ Schneider | 4, 8–10, 13                 | unterschiedliche Rollen |
| Faisal Kawusi             | 8, 10, 18                   | unterschiedliche Rollen |
| Ruth Moschner             | 8, 11                       | unterschiedliche Rollen |
| Karl Dall                 | 8, 11                       | unterschiedliche Rollen |
| Sky du Mont               | 9, 17                       | unterschiedliche Rollen |
| Pierre M. Krause          | 10, 14–15                   | unterschiedliche Rollen |
| Christine Urspruch        | 13, 17                      | unterschiedliche Rollen |
| Dieter Hallervorden       | 14, 16                      | unterschiedliche Rollen |
| Thorsten Bär              | 14, 18                      | unterschiedliche Rollen |

### Gastdarsteller
Geordnet nach der Reihenfolge des Auftritts:
- Lucas Cordalis als Sänger (2)
- „Babsi“ als Pole-Tänzerin (4)
- Joyce Ilg als Werkstattkundin (6)
- Birthe Wolter als Model (7)
- Désirée Nick als Schulrektorin (9)
- Larissa Rieß als Schülerin (9)
- Olivia Jones als Patient (11)
- Reiner Calmund als Bürgermeister (12)
- Frank Rosin als Gaststättenbetreiber (12)
- Margie Kinsky als Kellnerin (14)
- Özcan Coşar als Taxifahrer (15)
- Sonja Zietlow als Polizistin (15)
- Annett Möller als Journalistin (16)
- Nicole Jäger als Bäckereikundin (16)
- Annika Ernst als Polizistin (16)
- Konrad Stöckel als Jung-Apotheker (17)
- Simon Stäblein als Polizist (18)

## Produktion und Ausstrahlung
Im Juli 2017 kündigte der Sender Sat.1 an, dass eine neue Impro-Comedyshow mit dem Arbeitstitel Mord mit Ansage in Auftrag gegeben wurde, die im Rahmen der Blockprogrammierung mit dem Namen „Fun Freitag“  ausgestrahlt wird. Drei Monate später, im Oktober 2017, gab Sat.1 weitere Details bekannt. So wurde Bill Mockridge als Erzähler verpflichtet sowie Mirja Boes, Luke Mockridge, Kaya Yanar, Oliver Pocher und Lisa Feller als Hauptbesetzung. Zudem wurden weitere Auftritte wechselnder Gaststars geplant.
Die von RedSeven Entertainment produzierte und zunächst auf vier Folgen ausgelegte Show wurde vom 9. bis zum 17. Oktober 2017 in Köln unter der Regie von Karim Durra gedreht. Durra war unter anderem auch für die letzte Staffel der ebenfalls auf Sat.1 ausgestrahlten Impro-Comedyshow Schillerstraße verantwortlich.
Im Januar 2018 gab Sat.1 bekannt, dass die erste vierteilige Staffel ab dem 2. März 2018 um 22:20 Uhr ausgestrahlt wird. Somit diente sie als Lead-out der Comedy-Panel-Show Genial daneben. Die erste Folge wurde am 2. März von insgesamt 1,96 Millionen Zuschauer gesehen. Die letzte Folge am 23. März hatte 1,15 Millionen Zuschauer.
Im April 2018 wurde die Show um eine zweite Staffel verlängert. Der Staffelauftakt der zweiten Staffel, die diesmal acht Folgen beinhaltete, fand am 14. September 2018 um 22:45 Uhr statt.
Die dritte Staffel lief im Herbst 2019, teilweise zuerst im Pay-TV auf Sat.1 emotions.
Des Weiteren sind alle Folgen jeweils nach der Erstausstrahlung in der Sat.1 Mediathek sowie bei Joyn online verfügbar.

## Folgen und Gäste
In jeder Folge treten neben den Hauptdarsteller auch Gastdarsteller auf; geordnet nach der Reihenfolge des Auftritts.

### Staffel 1
| Nr. (ges.) | Nr. (St.) | Titel            | Darsteller                                                                                          | Premiere D    |
| ---------- | --------- | ---------------- | --------------------------------------------------------------------------------------------------- | ------------- |
| 1          | 1         | Mord im Imbiss   | Sascha Korf, Panagiota Petridou, Kaya Yanar, Martin Klempnow, Bernhard Hoëcker, Wigald Boning       | 2. März 2018  |
| 2          | 2         | Mord im Hotel    | Lucas Cordalis, Lisa Feller, Oliver Pocher, Luke Mockridge, Mirja Boes, Horst Lichter               | 9. März 2018  |
| 3          | 3         | Mord in der Bank | Max Giermann, Sascha Korf, Lisa Feller, Kaya Yanar, Caroline Frier, Bernhard Hoëcker, Wigald Boning | 16. März 2018 |
| 4          | 4         | Mord im Bordell  | „Babsi“, Martin Klempnow, Luke Mockridge, Lisa Feller, Horst Lichter, Maddin Schneider              | 23. März 2018 |

### Staffel 2
| Nr. (ges.) | Nr. (St.) | Titel                        | Darsteller | Premiere D    |
| ---------- | --------- | ---------------------------- | --- | ------------- |
| 5          | 1         | Mord im Frisörsalon          | Lisa Feller, Verona Pooth, Kaya Yanar, Oliver Pocher, Hans Werner Olm, Matze Knop                             | 14. Sep. 2018 |
| 6          | 2         | Mord in der Autowerkstatt    | Martin Klempnow, Horst Lichter, Joyce Ilg, Caroline Frier, Chris Tall, Sascha Korf                            | 21. Sep. 2018 |
| 7          | 3         | Mord in der Casa Casanova    | Horst Lichter, Sascha Korf, Birthe Wolter, Chris Tall, Lisa Feller, Oliver Pocher                             | 28. Sep. 2018 |
| 8          | 4         | Mord in der Metzgerei        | Oliver Pocher, Ruth Moschner, Faisal Kawusi, Martin Schneider, Lisa Feller, Karl Dall                         | 5. Okt. 2018  |
| 9          | 5         | Mord im Lehrerzimmer         | Oliver Pocher, Désirée Nick, Kaya Yanar, Martin Schneider, Larissa Rieß, Sky du Mont, Martin Klempnow         | 12. Okt. 2018 |
| 10         | 6         | Mord im Fitnessstudio        | Oliver Pocher, Kaya Yanar, Faisal Kawusi, Martin Klempnow, Caroline Frier, Martin Schneider, Pierre M. Krause | 19. Okt. 2018 |
| 11         | 7         | Mord in der Schönheitsklinik | Karl Dall, Lisa Feller, Wigald Boning, Olivia Jones, Ruth Moschner, Sascha Korf                               | 21. Sep. 2019 |
| 12         | 8         | Mord im Bürgeramt            | Sascha Korf, Kaya Yanar, Oliver Pocher, Reiner Calmund, Martin Klempnow, Frank Rosin, Verona Pooth            | 12. Okt. 2019 |

### Staffel 3
| Nr. (ges.) | Nr. (St.) | Titel                  | Darsteller | Premiere D    |
| ---------- | --------- | ---------------------- | --- | ------------- |
| 13         | 1         | Mord auf der Baustelle | Oliver Pocher, Mirja Boes, Hans Werner Olm, Matze Knop, Christine Urspruch, Maddin Schneider                    | 27. Sep. 2019 |
| 14         | 2         | Mord im Restaurant     | Dieter Hallervorden, Horst Lichter, Pierre M. Krause, Martin Klempnow, Margie Kinsky, Sascha Korf, Thorsten Bär | 4. Okt. 2019  |
| 15         | 3         | Mord in der Tankstelle | Lisa Feller, Martin Klempnow, Kaya Yanar, Özcan Cosar, Sascha Korf, Pierre M. Krause, Sonja Zietlow             | 11. Okt. 2019 |
| 16         | 4         | Mord in der Bäckerei   | Dieter Hallervorden, Oliver Pocher, Max Giermann, Annika Ernst, Panagiota Petridou, Annett Möller, Nicole Jäger | 18. Okt. 2019 |
| 17         | 5         | Mord in der Apotheke   | Sascha Korf, Lisa Feller, Hans Werner Olm, Sky du Mont, Christine Urspruch, Konrad Stöckel                      | 13. März 2020 |
| 18         | 6         | Mord bei der Feuerwehr | Oliver Pocher, Kaya Yanar, Lisa Feller, Verona Pooth, Faisal Kawusi, Simon Stäblein, Thorsten Bär               | 31. Juli 2020 |

## Rezeption

### Einschaltquoten
Die bisher höchste Einschaltquote beim Gesamtpublikum (1,96 Millionen Zuschauer und 8,2 Prozent) erreichte Sat.1 mit der Ausstrahlung der Auftaktfolge (Mord im Imbiss) am 2. März 2018 (Stand Oktober 2018).
| Folge | Datum             | Zuschauer | Zuschauer       | Marktanteil | Marktanteil     | Quelle |
| Folge | Datum             | Gesamt    | 14 bis 49 Jahre | Gesamt      | 14 bis 49 Jahre | Quelle |
| ----- | ----------------- | --------- | --------------- | ----------- | --------------- | ------ |
| 1     | Fr, 2. März 2018  | 1,96 Mio. | 1,10 Mio.       | 8,2 %       | 13,7 %          | [ 10 ] |
| 2     | Fr, 9. März 2018  | 1,68 Mio. | 1,06 Mio.       | 6,7 %       | 12,1 %          | [ 13 ] |
| 3     | Fr, 16. März 2018 | 1,08 Mio. | 0,63 Mio.       | 4,4 %       | 8,0 %           | [ 14 ] |
| 4     | Fr, 23. März 2018 | 1,15 Mio. | 0,79 Mio.       | 4,3 %       | 8,3 %           | [ 11 ] |
| 5     | Fr, 14. Sep. 2018 | 1,07 Mio. |                 | 5,9 %       | 10,5 %          | [ 15 ] |
| 6     | Fr, 21. Sep. 2018 |           |                 |             | 7,4 %           | [ 16 ] |
| 7     | Fr, 28. Sep. 2018 | 0,86 Mio. | 0,50 Mio.       | 4,8 %       | 8,6 %           | [ 17 ] |
| 8     | Fr, 05. Okt. 2018 | 0,87 Mio. | 0,52 Mio.       | 4,6 %       | 8,3 %           | [ 18 ] |
| 9     | Fr, 12. Okt. 2018 | 0,97 Mio. | 0,56 Mio.       | 5,2 %       | 9,0 %           | [ 19 ] |
| 10    | Fr, 19. Okt. 2018 | 1,10 Mio. | 0,8 Mio.        | 5,7 %       | 11,9 %          | [ 20 ] |

### Unterlassungs- und Schadensersatzklage gegen Sat.1
Im Mai 2018 wurde bekannt, dass Maike Tatzig, Erfinderin und Produzentin der auf Sat.1 von 2004 bis 2011 ausgestrahlten Impro-Comedyshow Schillerstraße, eine Unterlassungs- und Schadenersatzklage gegen Sat.1 eingereicht hat. Tatzig begründet ihr Vorgehen damit, dass das Format Mord mit Ansage prägende Gestaltungselemente des Formats Schillerstraße vollständig übernehme. So etwa das „Vorantreiben einer improvisierten, auf der Ausgangssituation basierenden Spielhandlung der Darsteller durch die Dramaturgie leitende, Komik provozierende Regieanweisungen des – als Teil des Spiels eingeblendeten – Spielleiters. Die Regieanweisungen werden dabei nur den betreffenden Darstellern (über einen ‚Knopf im Ohr‘) und dem Publikum sowie den Zuschauern (durch Texteinblendung) zugänglich gemacht.“ Auch Bühnenbild und Studioaufbau, Ablauf und Art der Regieanweisungen seien von ihrem Format übernommen, ebenso wie wesentliches Personal vor und hinter den Kulissen.
Das Landgericht München I wies im Oktober 2019 die Klage ab, gab dem Sender vollumfänglich recht und verurteilte Tatzig zur Zahlung der Gerichts- und Anwaltskosten sowie des Tragens der Kosten des Rechtsstreits. Diese kündigte an in Berufung zu gehen.